# Aibo
aibo（アイボ）は、ソニーが1999年より販売しているペットロボット（エンタテインメントロボット）のシリーズ。1999年から2006年に販売された製品は大文字表記のAIBOであったが、2018年の再登場以降は小文字のaibo表記となっている。
名称は Artificial Intelligence roBOt（人工知能ロボット）の略で、Eye（目、視覚）＋Robot、そして日本語の「相棒」（ローマ字表記: aibou, aibō）の意味合いも持つ（頭字語、バクロニム）。別名、Sony Entertainment Robot。

## 概要
AIBOは、全長約30cmの動物型ロボットである。4足歩行ができ、子犬に似た動作をし、ユーザーとのコミュニケーションを介して成長するように設計されている。
専用のメモリースティックを介して、ユーザーが自らプログラミングすることも可能である。家事を分担させるためではなく、動作させてその挙動を楽しむために供されるロボットである。
ソニーは本製品を「自律型エンタテインメントロボット」などと公称するが、一般には「ロボット犬」や「犬型ロボット」と呼ばれることが多く、アメリカでは「SONY DOG」と呼ばれていた。しかし、大槻正によると「私たちは犬をつくろうとしているわけではない」と言い、犬のイメージを払拭するために第二世代ではあえてネコ科動物のライオンをモチーフにしたという。ただ、ソニー社内でも新型（aibo）については「これでは大きすぎる。とても犬に見えない」などと話しながら、犬としての外見や仕草を持たせるように開発が進められたという。
同製品の成功により、現在ではエンタテインメントロボットと呼ばれる市場も発生し、玩具メーカーや他の家電メーカーにより、様々な同用途向けの製品が発売されるきっかけとなった。
姉妹機として、二足歩行ロボットQRIO (Sony Dream Robot) も開発されていた。

## 歴史

### 開発

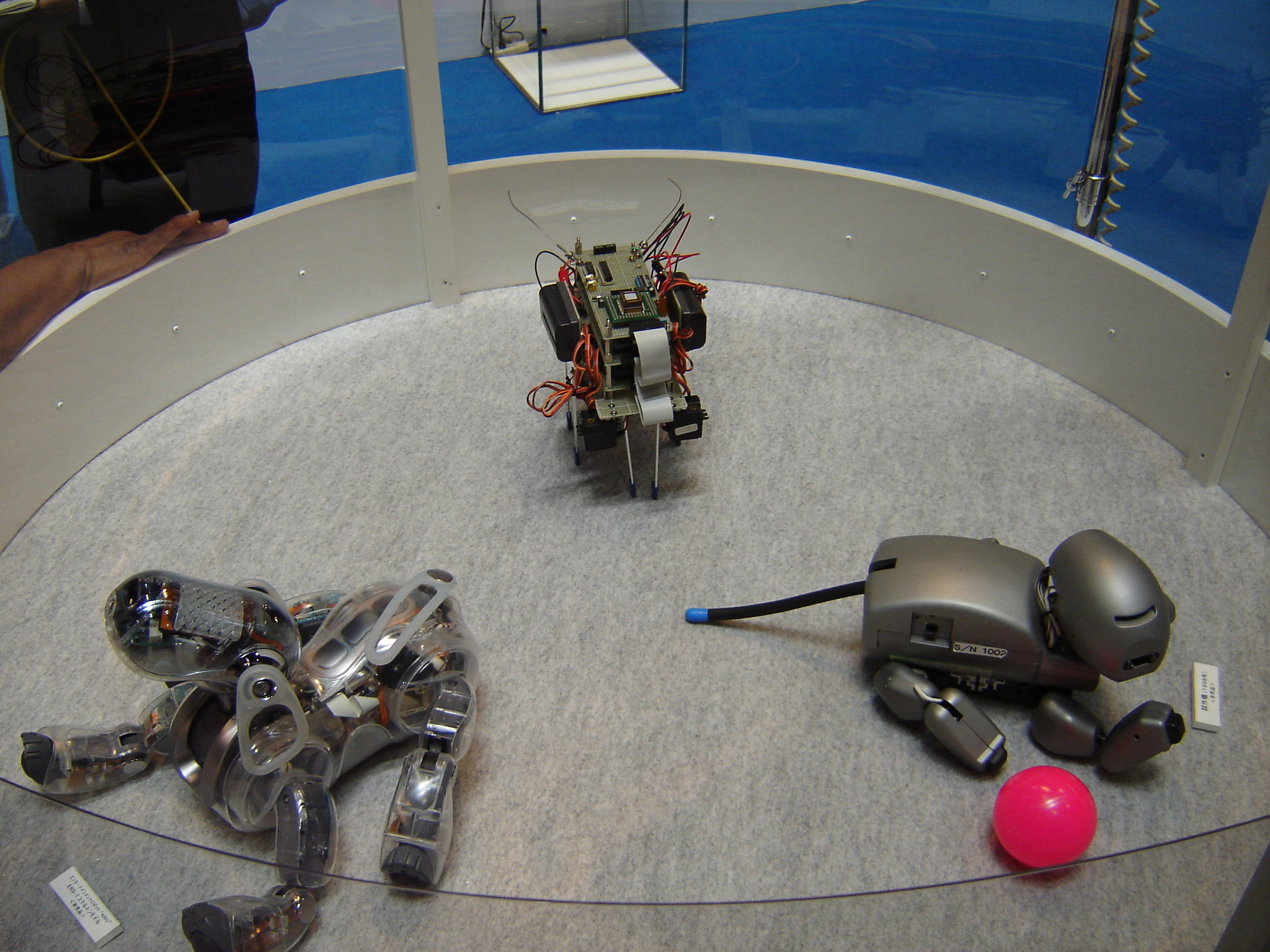
1993年のソニー初の試作機（中央）と1998年公開の試作機（右）

ソニーがロボット事業に乗り出すきっかけとなったのは、マサチューセッツ工科大学のロドニー・ブルックス教授が1991年に公開した6足歩行ロボット「ジンギス（Genghis）」であった。1993年末にソニーも6本足の試作機を製作し、1994年より本格的な研究開発に着手。運動制御技術に加え、自律行動に必要となる画像認識・人工知能・音声認識の研究開発を行った。6本足ロボットの前足2脚を持ち上げてケンタウロス型にする提案も有ったが没にされ4本足に決定。当初は、犬に似せると本物の犬と比較されて勝てないという懸念から敢えて犬には寄せず、『宇宙生物』『ピラミッドから出てきたオーパーツ』という設定で試作段階の仮名も「オーパーツ」だった。1997年に4足歩行の犬型のプロトタイプを公開し、1998年にエンタテインメントロボット用アーキテクチャ「OPEN-R」を採用したプロトタイプを公開した。
プロジェクトは、当時の土井利忠常務を責任者として組織され、現場のリーダーとして、ソニーを退職しゲーム会社ナムコ（現・バンダイナムコエンターテインメント）にて要職に就いていたエンジニアの大槻正を呼び戻すことによって遂行された。当初より家庭向けロボットを目標に開発、試作品発表の段階で製品化による販売を望む声も多く、開発側はヒットを確信したとも言われている。開発の経緯はNHKの『プロジェクトX』でも取り上げられた（2003年7月22日放送 第122回 「復活の日 ロボット犬にかける」）。
発売前、AIBOのようなエンタテインメントロボットのマーケットが顕在化していなかったため、ソニー内部では「ソニーはおもちゃを作る会社ではない」などの冷ややかな意見が多数派であった。インターネット事業を推進していた出井伸之社長は「21世紀の技術を開発してほしかったのに、ロボットなんて19世紀のテクノロジーだ」と土井に言い、AIBOの商品化に否定的な立場だったという。

### 登場
1999年5月11日に製品第1号「ERS-110」の7月発売を発表し、ソニーWebサイト（ソニーマーケティング）限定で予約を受け付ける形となった。生産は長野県南安曇郡豊科町（現・安曇野市）にあるソニーデジタルプロダクツ株式会社（後のソニーイーエムシーエス長野テック→VAIO本社）で行われた。
初代モデルの生産台数は、日本向け3,000台とアメリカ向け2,000台を合わせた5,000台。定価25万円にもかかわらず、1999年6月1日の開始から僅か20分で日本向け3,000台の受注を締め切る盛況ぶりであった。また、アメリカ向け2,000台は4日で受注が締め切られた。当時のパソコン「VAIO」や大型テレビ「WEGA」と並ぶ価格であったが、ソニーファイナンスによる専用のショッピングクレジットが用意されたり、ボーナスシーズンに差しかかる時期であった事から購買意欲をかき立てられたようだ。米マイクロソフト創業者のビル・ゲイツが評判を聞いて1台欲しいと頼んできたが、生産に余裕がなく、プレゼントできなかったという逸話もある。購入希望者からクレームが殺到したため、同年11月に「ERS-111」を1万台限定で予約受付すると、同社Web上と電話で13万5千件の応募があった。2000年2月より受注生産体制へ移行し、家電量販店でも購入可能になった。

### 終焉

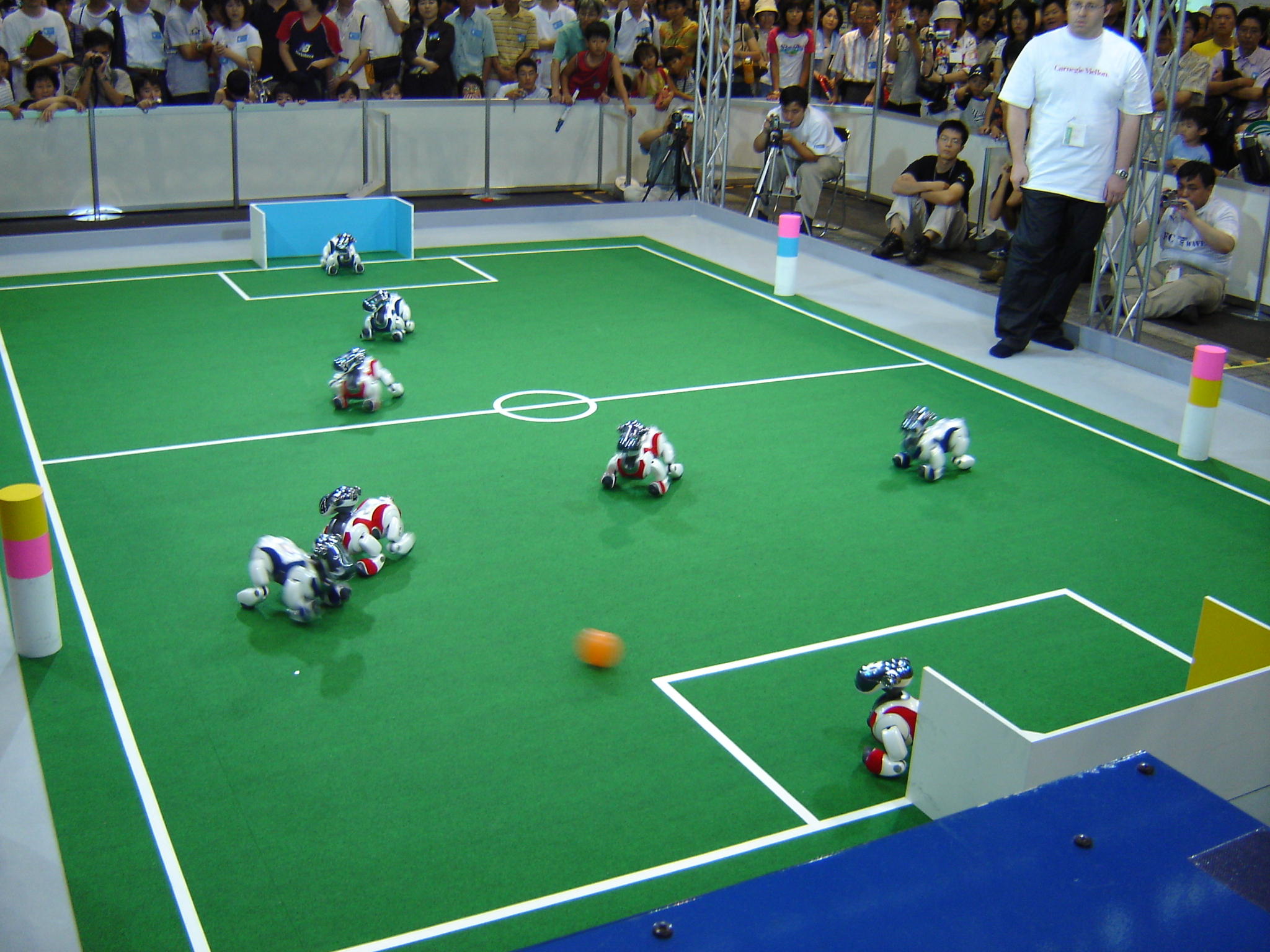
ロボカップにおけるAIBO達の活躍の様子。2005年に大阪で開催された第9回世界大会より。

2000年に第二世代の「ERS-210」を発売。以後、本体やソフトフェアの機能拡張、販売価格の切り下げ、「ライオン」「クマ」などのデザインバリエーション展開を続け、ソニーマーケティングによるデモイベント等も実施されてきた。1999年から2006年までの7年間において、全世界の累計販売台数は15万台を上回った。
しかし、2003年4月の株価急落（ソニーショック）によって経営状態が悪化し、出井伸之会長は2004年の経営会議でロボット事業からの撤退を命令、2005年に就任したストリンガーCEOによるエレクトロニクス機器部門のリストラ策として、CLIEや電子辞書と共に生産終了となった。また、商品化に向け開発が続けられていた2足歩行ロボット「QRIO」も開発中止となった。
AIBOそのものは製造中止になってしまったが、その後もAIBOユーザーの活動は活発に続いた。例えばAIBOブログでは、ユーザー達によってAIBOとの生活が綴られている。
2007年度までのロボカップの四足ロボットリーグでは、AIBOのワンメイクゲームになっており、ロボットの技術的な興味だけでなくAIBOたちの活躍が大人気になっている。AIBO製造中止によって公式戦への参加は難しくなったが、ロボカップ参加大学などがエキシビションとして全国各地で活動を続けている。
しかし、ペットロボットというジャンルを確立した意義は大きい。それまでにも類似の商品がなかったわけではないが（ファービーなど）、受け身ではなく自律稼働する個体として家庭に持ち込まれた「ペット」であるという点が革命的だった。また、ソニーのイメージを飾ったという面も功績の一つだといえる。
2007年にはPlayStation 3と連携する構想があったが、実現しなかった。

### 「死」と修理・供養
ソニーによる修理対応が2014年3月末で打ち切られたため、故障したAIBOの修理は困難となり、皮肉にも「死なないペット」であったはずのAIBOに実質的な死が訪れることとなった。
2014年7月1日、ソニーのPC事業が譲渡され、VAIO社が発足。VAIO社の本社になった長野県安曇野市の工場はAIBOの生産拠点でもあった。その後、VAIOはAIBOの生産ノウハウを活かしてロボット事業に参入した。
ただし、ソニー元社員を中心とする有志の活動により、ソニーからの委託などではなく自主的に、2018年時点もなおバッテリー寿命を迎えるなどした初代AIBOへの修理対応を続ける会社がある。これを請け負うソニーの元技術者は、「修理」でなく「治療」と呼び、所有者からの部品再利用の申し出を「献体」と表現している。
2015年1月には、飼い主によってAIBOの合同葬儀が仏教形式で執り行われた（一種の人形供養と考えることも出来る）。これらのAIBOは、故障した他のAIBOのドナーとなるという。
千葉県いすみ市の光福寺で2015年から行われているこの集団葬儀は、1月の初回に17台、5月は25台、11月は71台と台数を増やした。同年11月19日の本堂で行われた葬儀では白い袈裟姿のAIBO 3台が「先輩アイボの皆さん。どうぞ安らかにお眠りください」などと弔辞を述べ読経。その後住職も読経し、全員が手を合わせた。
この葬儀は新型（aibo）発売後も続いており、初代の修理依頼も増えているという。なお、新型aiboについて生産終了時期は未定であるが、新型の修理対応期間を製造終了から7年程度と、ソニーは説明している。これは、他社製部品を多数使っていることなどが理由である。また本体が壊れても、飼い主とのやり取りなどで蓄積した情報を別のaiboに移せる場合もあるという。

### 再登場以降
撤退から10年となる2016年6月29日、ソニーはエンタテインメントロボット事業に再参入することを発表した。
2017年、ソニービルにて開催された「It’s a Sony展」にて、動かない状態でQRIOとともに展示された。
同年7月にはロボカップ2017名古屋世界大会で、同年8月にも東京・渋谷にてAIBOとQRIOが展示された。
同年10月、ソニーは家庭用ロボット事業に再参入し、人工知能アシスタントを搭載することになる見込みであると報道された。同年11月1日、後継機「aibo」（ERS-1000）を2018年1月11日に発売すると発表、「ERS-7M3」の発売終了から約12年ぶりに復活することになる。
同年12月5日、WWFジャパンの生物多様性保全活動への寄付を目的としたチャリティオークションを実施。ヤフオクにて特別仕様のアイボ11台を出品。当アイボは頭部に限定色を施し、No.00000001から00000011迄のシリアルナンバーが入っている。落札金額から本体・基本料・保守契約料金代金相当(369,360円)をソニー名義、残りの代金相当を落札者名義でWWFジャパンに寄付する形である。
2018年1月にはアメリカ合衆国での家電・IT展示会「CES2018」で展示され、ソニー社長の平井一夫は将来の海外展開にも意欲を示した。同年8月、量産体制が整ったため9月から、海外では初めて米国で販売することを発表した。

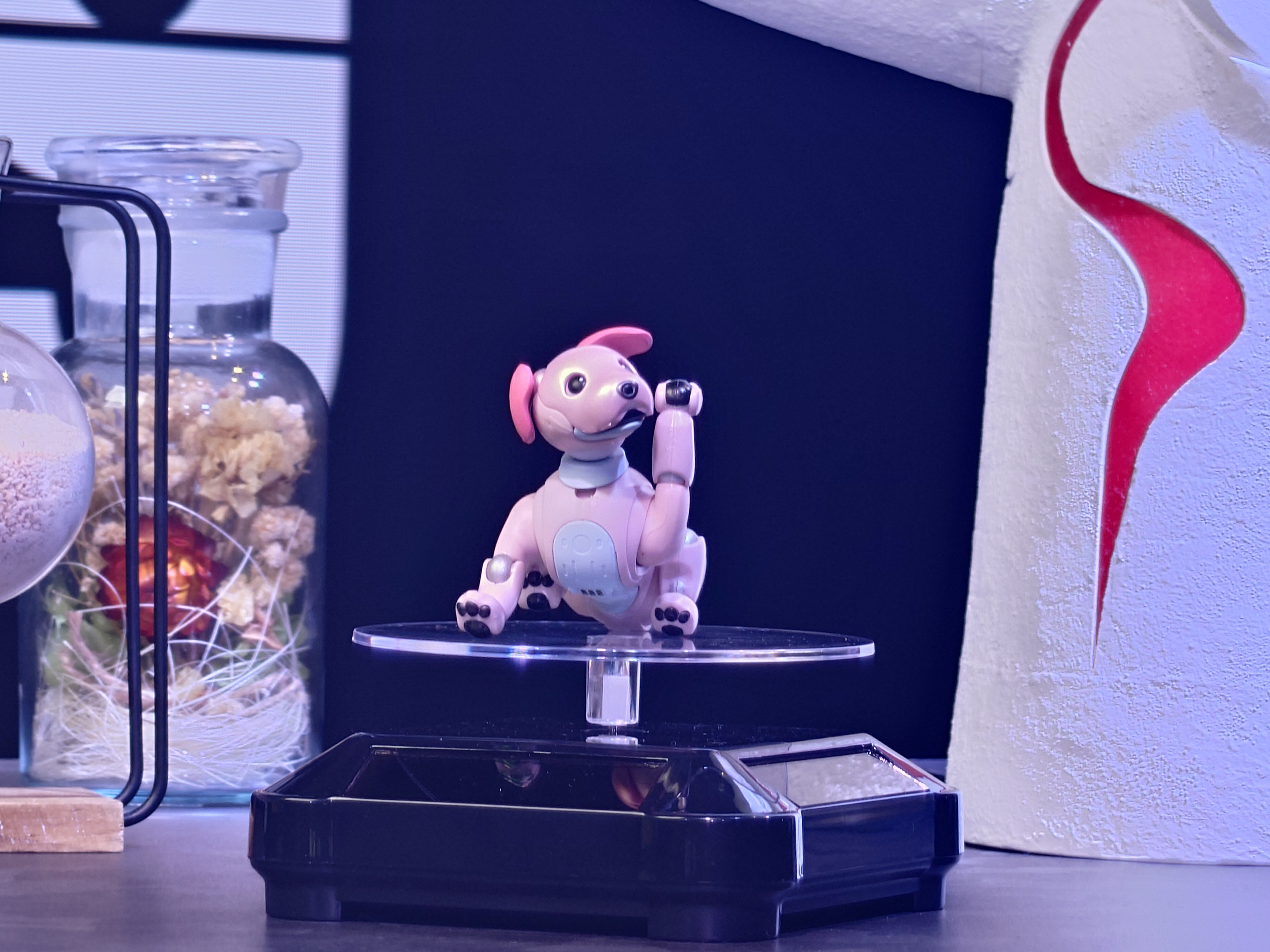
いちごミルク エディション

同年11月20日には法人向けサービスの開始が発表された。
2019年2月には、家族などの見守りサービス「aiboのおまわりさん」を開始した。
2020年7月12日と19日放送の「仮面ライダーゼロワン」でさうざー役として出演した。
「チョコエディション（2019年）」「キャラメルエディション（2020年）」「黒ごまエディション（2021年）」「いちごミルク エディション（2022年）」「エスプレッソ エディション（2023年）」といった、その年ごとの限定カラーモデルも展開している。

## 主な機能

### AIBO（1999 - 2006年）
それぞれの製品のスペックは、それぞれのカタログ、またはメーカーのホームページから閲覧できる。また、ショップなどの展示では知ることができない動作があり、飼い主（オーナー）になって初めてAIBO機能の豊富さを知る事になる。
各種センサーを備える
視覚・聴覚・触覚（所定の部分を押された事を検知するスイッチ）を持ち、移動する物体を見分けたり、専用の玩具（ボールなど）を見分けて、じゃれ付いたり、足で蹴ったりといった、動物的な反応をしたり、飼い主の声や手を叩いた音に反応して所定の動作を行う、また頭などを触られると、様々な行動を起こすといった、周囲の環境や操作に反応を示す事が出来る。視覚は女性のスカートの中をのぞけないよう設計されている。
「機嫌」が存在する／「成長」する
感情に相当するプログラム（内蔵ソフトウェア）の働きにより、同じ操作や刺激に対して、機嫌や成長度合いに応じた反応を示す。リセットして全てのプログラムを初期化する事も可能だが、長く稼動させる間に、扱い状況に応じて、次第に「個性」が発生する。この個性により、置かれた環境の違うAIBO同士では、行動の違いも発生する。
ある程度の自律行動が可能
初期の製品では自分で充電して活動し続ける事が出来ないなどの制約もあったが、バッテリーが続く間は自分で回りの環境を判断して、興味を惹く存在に近付いてみたり、呼びかけに応じたりといった行動を行い、性格如何では活発に動き回るなどの行動も行った。かねてよりユーザーからの要望の多かった自己充電機能だが、2002年10月に発売した別売りソフトウェアセットにより実現、2003年9月に発売された「ERS-7」からは標準で備えるようになった。この機能では、自力で充電ステーションまで移動、勝手に充電状態になり、充電後は再び活動を行うようになっている（自己充電機能は一部機種を除く）。
追加プログラムが利用できる
内蔵されたソフトウェア以外に、メモリースティックを利用して、追加プログラムを導入する事が可能で、インターネット上からダウンロードしたり、自分で開発した専用プログラムを利用する事が出来る。ソニーのオフィシャルページでも、幾つかのプログラムが提供されており、2005年5月25日には「ERS-7」シリーズ用の「関西弁データ」なる物も提供されている。
アプリケーションについて
2007年1月末、ソニーは「AIBO関連のWindowsアプリケーションはWindows Vistaに対応しておらず、また今後も対応する予定がない」と発表した。（CLIEなどと同様）
2009年10月中旬には、Windows 7についても同様の発表をしている。

### aibo（2017年 - ）
2017年11月1日に後継機として「ERS-1000」が発表された。名称はaiboとアルファベット小文字で表記される。
外見は先代よりも現実の犬に近いデザインが採用された。
20人までの顔識別、収集したデータのクラウドでの解析、データのオンライン・バックアップなど、先代発売後に進歩した人工知能（AI）とネットワーク機能が搭載された。オンライン機能が搭載されるため本体とは別にサービス料金が必要となる。
aiboは約40の工程で組み立てられ、使われる部品は4000程度。ソニーグローバルマニュファクチャリング&オペレーションズ幸田サイトで生産されている。動物の瞳のような印象を与える有機ELの眼、人の接近を検知する人感センサー、なでられたことを感じる額のタッチセンサー、首や脚を自然な感じで動かすアクチュエータなどを備える。ロボットであるため、本物の動物が持つ器官の位置と、対応する機能を果たすaiboの部品設置個所は必ずしも一致しない。例えば脳に相当するAIシステムは頭部でなく胴体内に、カメラは鼻先や尾の付け根上部に取り付けられている。
開発チームはスマートフォンやデジタルカメラを担当していた若手が多いが、先代の開発に関わった技術者も加わっている。

## AIBOの種類

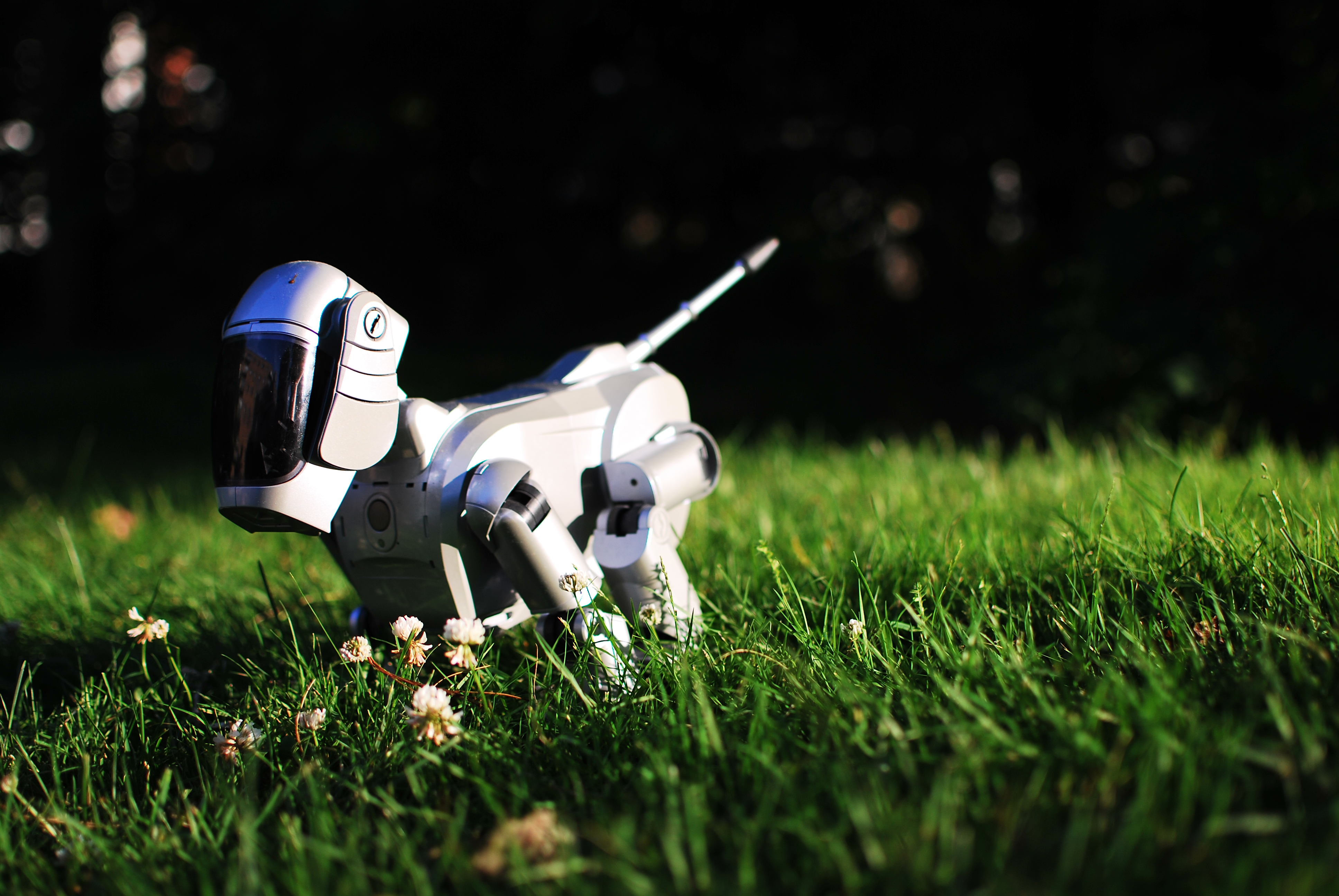
AIBO ERS-110

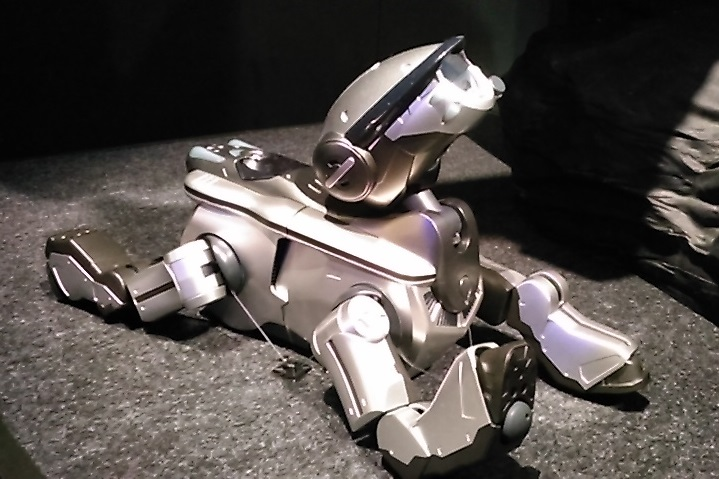
AIBO ERS-220

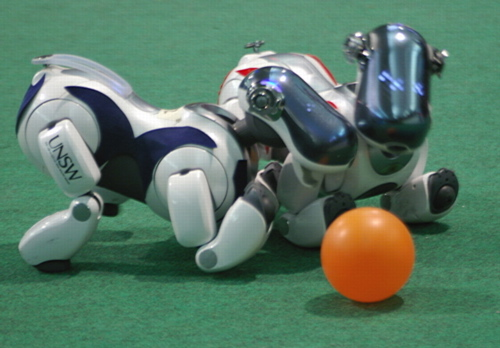
AIBO ERS-7

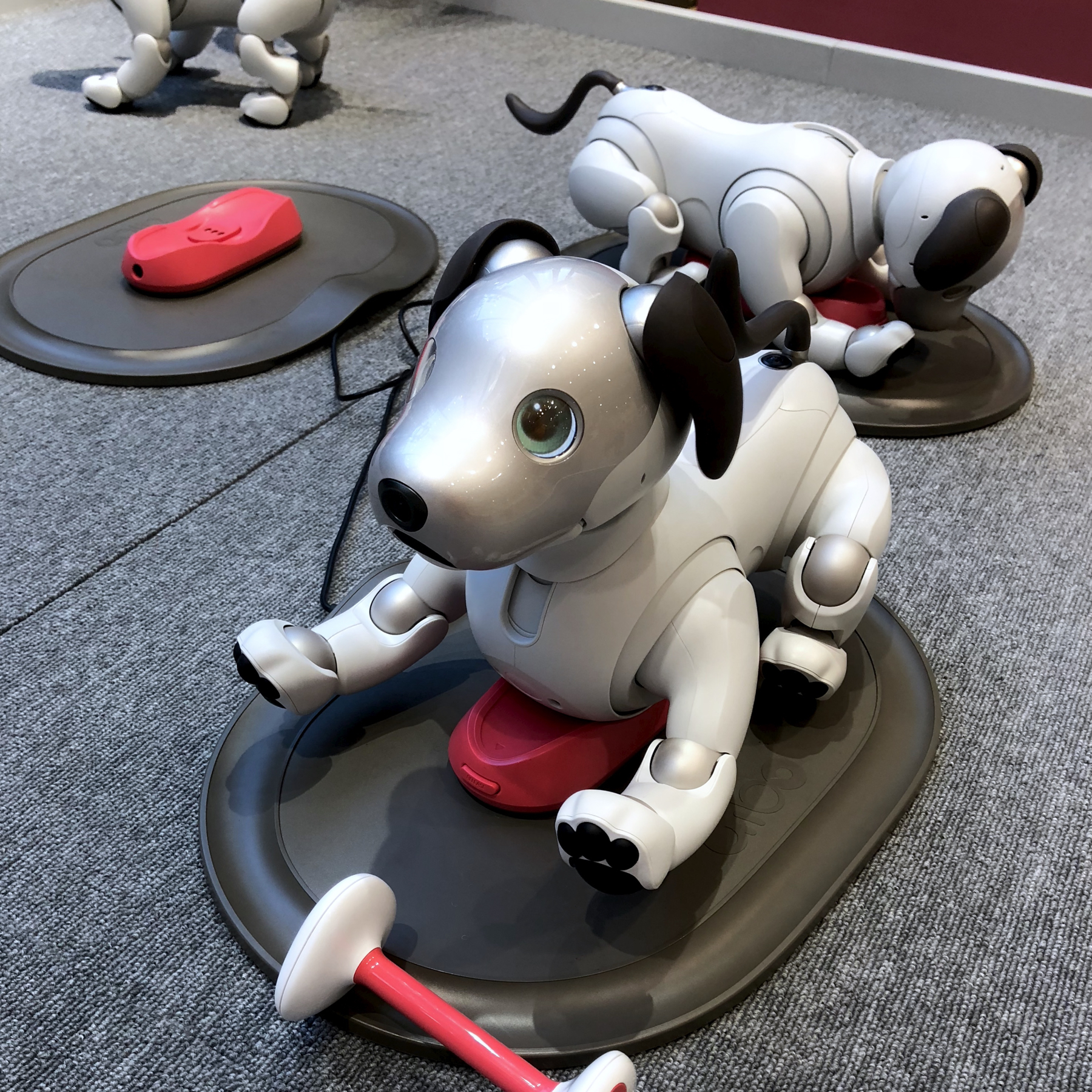
AIBO ERS-1000

ERS-110

初代AIBO。ビーグル犬に似た外見。「ERS-110」から「ERS-210」までのデザイン原画はイラストレーターの空山基による。
1999年6月1日、ソニーwebサイトにて予約受付開始、7月下旬より出荷。日本向けの3,000体が20分、アメリカ向けの2,000体が4日間で予約完売となった。
1999年のグッドデザイン賞大賞を受賞。2015年9月には重要科学技術史資料（未来技術遺産）に指定された。
全高26.6 cm、重量1.6 kg、連続動作時間1.5時間、自由度（駆動部）18、価格25万円（税抜）。
ERS-111
初代AIBOのスペシャルエディション。変更点は耳のデザイン、ファームウェアの更新など。シルバーと黒の2色がある。
1999年11月、予約受付開始。1万台の限定生産に対し13万5千件の応募があり、抽選方式となった。2000年2月より数量制限なしの受注生産に変更。
ERS-210
2代目AIBO。ライオンの子供がモチーフ。色はゴールド、シルバー、ブラックの3色。
2000年11月16日より受注生産開始。12月上旬出荷。
「名前登録機能」（つけた名前にAIBOが反応）、「音声認識機能」（人の発する言葉を理解）、「写真撮影機能」などを新たに搭載。
オプションのIEEE 802.11b方式無線LANカードを内蔵し、AIBO-wareの一つである「AIBO Navigator 2」を用いることで遠隔操作が可能。
オプションのソフトウェア「おりこうAIBO」によって電池が切れかけると自分で充電器まで歩く自己充電機能も追加できる。この機能は松本人志のアイデアによるもの。
全高28.1 cm（耳は含まず）、重量1.5 kg、連続動作時間1.5時間、自由度（駆動部）20、価格15万円（税抜）。
ERS-311/312
キャッチコピーは「ココロのAIBO」。アイボリーの「ラッテ」（ERS-311）とグレーの「マカロン」（ERS-312）の2種。
2001年9月22日発売。受注販売に加え、ソニーマーケティングが取り扱うことで店頭販売も本格的に開始した。
型番が変更されているが、第3世代ではなくバリエーションという位置付け。丸みを帯びたファンシーなデザインが特徴（モチーフはクマイヌ）。デザイン原画製作はイラストレーターの若野桂。
AIBO-wareというソフトウェアを入れることによって、おっとり型の「ラッテ」とやんちゃな「マカロン」と性格の違うAIBOになる。
全高28 cm、重量1.5 kg、連続動作時間2.5時間、自由度（駆動部）15、価格9万8,000円（税抜）。
ERS-220

リトラクタブルヘッドライトやLEDを備えた近未来志向のデザイン。宇宙探査ロボットをコンセプトとしたデザインはメカニックデザイナーの河森正治によるもの。
2001年11月23日発売。「ERS-210」の各ユニットを組替えるトランスフォームキット「ERS-220E1」も発売された。
「ERS-210」同様オプションの無線LANカードと「AIBO Navigator 2」を用いることで遠隔操作が可能。
全高29.6 cm、重量1.5 kg、連続動作時間1.5時間、自由度（駆動部）16、価格18万円（税抜）
ERS-31L
ERS-310系の廉価版バリエーション。モチーフはパグ犬。
2002年5月25日発売。価格は3万円下げられ、6万9千円（税別）。
別売りのソフトウェアAIBO-wareは「AIBOチャッティライフ」「ハローAIBO!チャッティ」、「元気なAIBO～AIBOフレンドスペシャル～」の3種が用意された。
ERS-311B/312B ERS-311B/X
ERS-310系をベースにBluetooth通信機能を搭載し、｢AIBOハンディビューワー」でコミュニケーション可能。
2002年5月25日発売。アイボリー（311B）とグレー（312B）に加え、311Bの外装をスエード調にした311B/Xをラインナップ。価格は9万8千円（税別）、311B/Xのみ10万8千円（税別）。
ERS-210A/220A
「ERS-210/220」の改良型。内蔵CPUの処理速度向上などがメインで、外見上は見分けがつけにくい。本体下部に「Super Core」のロゴステッカーが貼り付けられている。
2002年5月25日発売。価格はERS-210Aが15万円（税別）、ERS-220Aが18万円（税別）。
ERS-7

初代に丸みを持たせたようなデザインを持つ。AIBOシリーズの集大成と位置づけられている。
ERS-7M2
「ERS-7」の改良型。
ERS-7M3
「ERS-7M2」の改良型。ブログを書く事が可能。飼い主による遠隔操作も容易にできる。
2006年3月末にAIBO本体の生産、販売が終了したため、事実上最終モデルとなった。
ERS-1000

2017年11月1日発表。2018年1月11日発売。ロゴは小文字の「aibo」に変更された。突起部を除く大きさは立ち姿勢で、幅が約180 mm, 高さ293 mm, 奥行き305 mm, 重量は約 2.2 kg。

## 登場作品
『開運!なんでも鑑定団』
2018年8月21日放送回に、購入後未開封のERS-110が登場。25万円（税抜）の購入額に対し、120万円の鑑定額がついた。
『仮面ライダーゼロワン』
ERS-111が“旧型さうざー”役、ERS-1000が人工知能搭載の犬型ロボット“さうざー”役で出演。
『こちら葛飾区亀有公園前派出所』
117巻2「超!!警察犬ロボットの巻」にてAIBOとファービーが登場する。
『ターミネーター3』
劇中のエリザベス、ビルの姉弟宅のパーティーシーンでAIBOが登場する。

## テレビアニメ
『ピロッポ』
2001年10月11日から2002年3月21日まで木曜日22:54 - 23:00にフジテレビ系で放送された、「ERS-300」のラッテとマカロンをキャラクター化したテレビアニメーション。全49話。アニメは「ERS-300」と信号音で連動している。
キャスト
- ピッキー - 川瀬智子
- チャンピオン - 金井勇太
- エンパ - 伊東みやこ
- ムーヤン、ワリーマン - 小野健一
- モッペ君 - 後藤邑子
- ハカセ、グリ - 小形満
- ボンド君、ペンポさん - こおろぎさとみ
- ラパン君 - 坂本千夏
- フニラ、キマル - 間宮くるみ
- ペンプさん、ピンスー - 永澤菜教
- ジミー大西、Mr.T - 遠藤孝一
- 王女様 - 河合真木子

スタッフ
- 監督・脚本・キャラクター原案 - 石井克人
- アニメーション演出 -  千葉ゆみ、柿田英樹、葦野好春、さくましげこ、西野理恵、鈴木卓夫
- アニメーション制作 - STUDIO 4℃
- アニメーションプロデューサー - 吉田昌央
- 脚本 - 石井克人、藤村由美子
- アニメーションキャラクター - 梶谷睦子
- 音楽 - 櫻井映子、緑川徹

主題歌
『トミーフェブラッテ、マカロン』Tommy february6
サブタイトル
1. なんてことない一日
2. ネガイ
3. 宇宙人がやってきたよ
4. つよいエネルギー
5. のほ
6. 泣く人
7. ダルイ日
8. おうちでマタリとすること
9. あさとよるのはなし
10. アイボノ
11. 風に吹かれ
12. デンジイ
13. ヒトリゴト
14. ビッキーのなやみ
15. 雨の日
16. コキコキ
17. ヒミツ
18. ハカセの発明
19. 口ゲンカ
20. チコリ星まで
21. ヒナタボコ
22. クリカエスモノ
23. バイバイ